# Agnes-Heineken-Denkmal

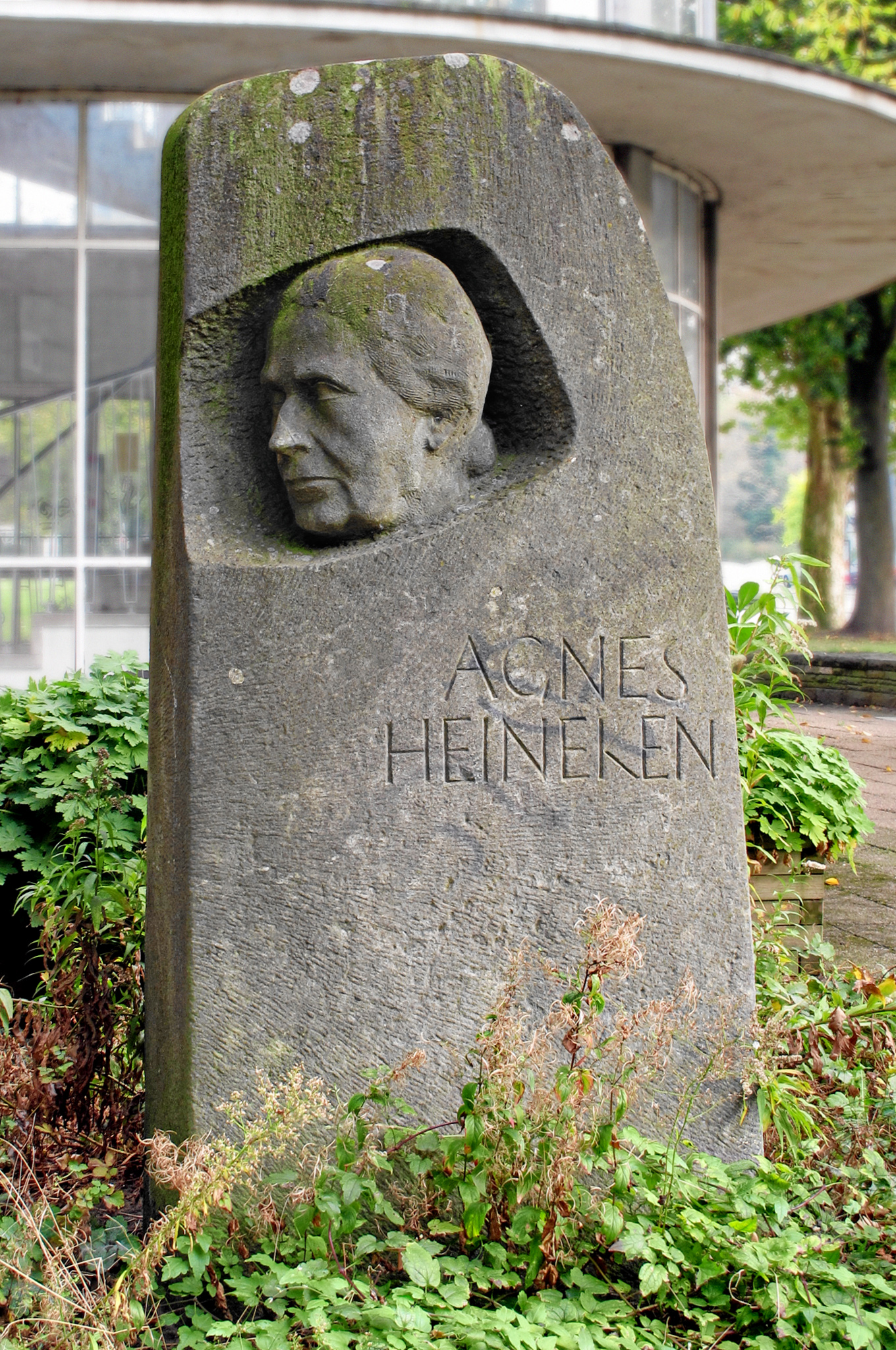
Agnes-Heineken-Denkmal beim Berufsbildungszentrum Bremen

Das Agnes-Heineken-Denkmal ist ein Denkmal aus Naturstein in Bremen-Mitte, beim Berufsbildungszentrum Bremen, das 1957 zu Ehren der Bremer Pädagogin Agnes Heineken (1872–1954) aufgestellt wurde. 
Das Denkmal steht unter Bremer Denkmalschutz.

## Agnes Heineken
Agnes Heineken war eine Pädagogin, Frauenrechtlerin und Bremer Politikerin (DDP). Sie unterstützte vor dem Ersten Weltkrieg das Bestreben für höhere Bildung der Mädchen an öffentlichen Schulen. 1910 gründete sie den Frauenstadtbund Bremen und trat für das Wahlrecht der Frauen ein. 1918 wurde sie Direktorin der Schulen des Frauen-Erwerbs- und Ausbildungsvereins. Sie war Mitglied in der Bremer Bürgerschaft. In der Zeit des Nationalsozialismus wurde sie 1933 als Schulleiterin entlassen. Agnes Heineken war eine bedeutende Frau der Bremer Frauenbewegung.

## Das Denkmal

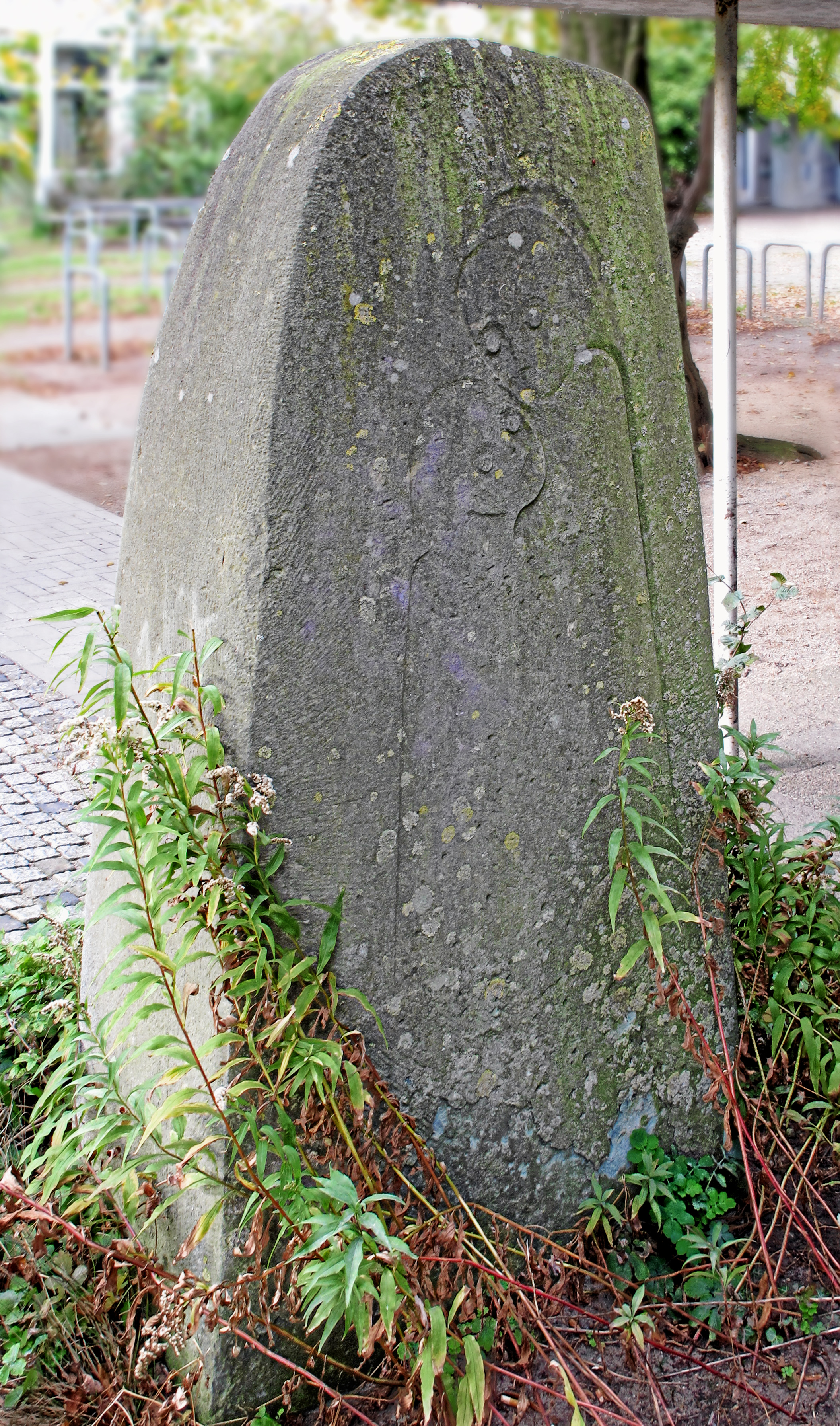
Rückseite mit dem Flachrelief

Das Denkmal schuf der Bremer Bildhauer Kurt Lettow in Form einer steinernen Stele. Die Vorderseite zeigt den im Hochrelief herausgearbeiteten Porträtkopf sowie den Namen von Agnes Heineken. Auf der Rückseite hat Lettow die verdiente Pädagogin und Frauenrechtlerin symbolhaft durch eine Flachrelief-Darstellung einer Frauen- und einer Mädchengestalt in einander zugewandter Haltung gewürdigt. Die Denkmalstele wurde 1957 bei dem Berufsbildungszentrum Bremen (BBZ) an der Südseite zwischen Block A und B aufgestellt.
Das Denkmal steht unter Bremer Denkmalschutz.
Zwei weitere Werke von Lettow im Land Bremen befanden sich in der 1959 erbauten St. Nikolaus-Kirche in Bremerhaven, für die er das Relief an der Altarrückwand sowie das Altarkreuz schuf. Das Kirchengebäude wurde 2010 profaniert und abgerissen. 